# Jaźwiny (Bronkowice)
Jaźwiny – część wsi Bronkowice w Polsce, położona w województwie świętokrzyskim, w powiecie starachowickim, w gminie Pawłów.
W latach 1975–1998 miejscowość administracyjnie należała do województwa kieleckiego.